# Heinrich Bußmann
Heinrich Bußmann (również Bussmann) – niemiecki architekt secesyjny i modernistyczny tworzący w pierwszej połowie XX w. we Wrocławiu.

## Życiorys
Na początku XX stulecia tworzył w duchu eklektyzmu liczne projekty kamienic czynszowych na przedmieściach Wrocławia. Wkrótce jego styl ewoluował w kierunku secesji, a w latach dwudziestych modernizmu. Był jednym z współtwórców osiedla Sępolno, a także osiedli Szczepin i Grabiszynek.

## Projekty
Do jego realizacji we Wrocławiu należą m.in.:
- kamienice przy ul. Piastowskiej 1 i 5, Parkowej 34, 36 i 38/40
- willa przy al. Jarzębinowej 15
- domy wielorodzinne przy ul.Emilii Plater 4-16 i Partyzantów 113-125, Emilii Plater 2, 18, Narcyzy Żmichowskiej 1-13 oraz Edwarda Dembowskiego 118-130
- budynek urzędu opieki społecznej obecnie należący do Wydziału Prawa, Administracji i Ekonomii UWr przy ul. Uniwersyteckiej 22/26

## Literatura
- Rafał Eysymontt, Jerzy Ilkosz, Agnieszka Tomaszewicz, Jadwiga Urbanik (red.): Leksykon architektury Wrocławia. Wrocław: Via Nova, 2011, s. 961.